# Liothrips gaviotae
Liothrips gaviotae är en insektsart som först beskrevs av Dudley Moulton 1929.  Liothrips gaviotae ingår i släktet Liothrips och familjen rörtripsar. Inga underarter finns listade i Catalogue of Life.